# 張建英
張建英（1953年7月28日—2023年5月10日），籍貫福建長樂，台灣知名企業家、影視工作者，曾任海視傳播公司董事，經營影視節目代理業務，與兩岸三地政商關係良好。同時是台灣黑幫四海幫前幫主，綽號「弟哥」，早年多被稱呼為「張小弟」，在2008年至2010年間擔任四海幫第六任幫主而廣為人知。
張建英同時是台灣各大幫派之中，少數擔任幫主卻沒有前科的幫主。在擔任幫主任內期間成立社團法人「中華四海同心協會」，使得四海幫往後皆以此合法法人名義舉辦公開活動。也因其外貌俊俏神似香港明星劉德華，而被媒體封為「台版劉德華」。

## 略歷
張建英於1980年代，由四海幫前幫主「大寶」陳永和引薦加入四海幫，但因其行事一向低調不愛惹事，甚至沒什麼案底。1990年代四海幫內部成立「中央常務委員會」制度後，張建英便擔任中常委成為四海幫核心幹部之一。1996年間在「大寶」陳永和與「俠哥」藺磊洽的喪禮上，同時與「斗雲」楊德昀等人擔任治喪委員會副總幹事，可見張建英在四海幫內舉足輕重的地位。
2008年時任四海幫第五任幫主的「老賈」賈潤年因健康因素欲交棒幫主權位，為此四海幫各派系開始角力幫主權位，內部召開多次會議。賈潤年為求接班人選年輕化，訂立條款接任新幫主人選不得超過50歲，並且屬意交棒給予時年49歲的中常委「斗雲」楊德昀。而有意角逐幫主的副幫主張建英時年55歲，此條款也因此被稱為「張建英條款」而引發四海幫為繼任資格爭論。最終在四海幫大老「光南」楊光南等人支持下，力排眾議由張建英接任第六任幫主。
2010年3月由張建英發起「中華四海同心聯歡晚會」為名的四海幫春酒晚宴，廣邀各界好友與政、商、影藝界等名流與會，席開超過九十桌。並成立由內政部核准的社團法人組織「中華四海同心協會」，四海幫往後皆以此合法社團法人名義舉辦公開活動。
同年，張建英因妻子罹患癌症及個人事業等因素，請辭四海幫幫主，並經中央常務委員會選舉交棒給予中生代成員「小凱」楊玉斌，卻也意外再次因資歷及輩份因素引起爭論。最終依舊在張建英以及「光南」楊光南、「老哥」蔡冠倫的認可及支持下，於11月5日在西門町「金獅樓餐廳」設宴交接幫主職位。
2023年5月10日，張建英因多重癌症併發心肺衰竭，深夜病逝於台大醫院，享壽69歲。

## 家庭
張建英的姊姊祝菁曾經是邵氏電影明星，也因此帶動張建英在影視界發展。其子張世明（Andy）現為傳奇星娛樂總經理，前Channel [V]娛樂頻道總監，前MTV娛樂頻道總監。